# Tales of the Unknown, Volume I: The Bard's Tale
Tales of the Unknown, Volume I: The Bard's Tale is een computerspel dat werd ontwikkeld door Interplay Productions en uitgegeven door Electronic Arts. Het spel kwam in 1985 uit voor de Apple II. Later volgde ook andere homecomputers. Het spel speelt zich af in de stad Skara Brae die is getroffen door een eeuwige winter door toedoen van de slechte tovenaar Mangar. Op straat leven monsters en het is gevaarlijk om 's nachts buiten te blijven. Het is aan de speler een manier te vinden om Mangar te verslaan.

## Platforms
| Jaar | Platform                        |
| ---- | ------------------------------- |
| 1985 | Apple II                        |
| 1986 | Amiga, Commodore 64             |
| 1987 | Apple IIgs, Atari ST, DOS       |
| 1988 | Amstrad CPC, PC-98, ZX Spectrum |
| 1989 | Macintosh                       |
| 1990 | NES                             |

## Ontvangst
| Beoordeeld door                      | Platform     | Datum          | Score |
| ------------------------------------ | ------------ | -------------- | ----- |
| Happy Computer                       | Commodore 64 | 1986           | 93%   |
| Power Play                           | Atari ST     | 1987           | 90%   |
| Power Play                           | DOS          | 1987           | 90%   |
| Your Sinclair                        | ZX Spectrum  | september 1988 | 90%   |
| Tilt                                 | Amiga        | juli 1987      | 80%   |
| Joker Verlag präsentiert: Sonderheft | Amiga        | 1992           | 76%   |
| Joker Verlag präsentiert: Sonderheft | Atari ST     | 1992           | 76%   |
| Joker Verlag präsentiert: Sonderheft | DOS          | 1992           | 73%   |
| Amiga Joker                          | Amiga        | november 1992  | 72%   |
| Nintendo Power Magazine              | NES          | mei 1991       | 62%   |